# 丰冈短期大学
丰冈短期大学（日语：／ Toyooka Tanki Daigaku *），简称丰冈短大，是一所位于日本兵库县丰冈市的私立短期大学。

## 概要

### 简介
- 短期大学为于1967年开办[2][3]、由学校法人近畿大学弘德学园经营[4]。为男女同校从1989年。

### 历史
- 1967年 近畿大学丰冈女子短期大学成立并同时设置一个学科即家政科[3]。
- 1969年 函授教育课程成立于家政科[3]。
- 1971年 幼儿教育科成立[3]。
- 1972年 函授教育课程成立在幼儿教育科[3]。
- 1973年 幼儿教育科第一部改编为儿童教育学科（分离为两个专攻、以下列举）。
  - 初等教育学专攻[注 3]
  - 幼儿教育学专攻[注 2]
- 1986年 家政科改称为家政学科[3]。
- 1989年 改校名为近畿大学丰冈短期大学、开始招收男学生[3]。
- 1991年 学科部分改称[3]。 
  - 家政科→生活信息学科
  - 儿童教育学科→幼儿教育学科
- 2001年 生活信息学科改编为生活情报·福利学科（以后第一部招生到于2006年、停办于2008年。函授教育课程招生到于2006年、停办于2012年）。
- 2004年 经营的基础变更为学校法人近畿大学弘德学园[3]。
- 2005年 幼儿教育学科改称儿童学科[3]。
- 2011年 两个专攻成立于儿童学科函授教育课程[5]。
  - 幼儿专攻：招収一年男女600个人[5]
  - 保育专攻：招収一年男女1,600个人[5]

### 宪章
- 请参看近畿大学丰冈女子短期大学的标志 （日語） 2014年5月18日阅览。

## 学校环境
- 校区：在兵库县丰冈市

## 历任校长
- 世耕政隆：第一代短期大学校长[6]。
- 长谷川定宣：现在短期大学校长[7]

## 组织

### 学科
- 儿童学科[注 1]
  - 第一部
  - 函授教育课程
    - 幼儿专攻
    - 保育专攻

### 前学科
| - 儿童教育学科 - 初等教育学专攻 - 幼儿教育学专攻 - 幼儿教育学科函授教育课程 - 生活信息・福利学科 - 第一部 - 函授教育课程 |

### 专科
| - 没有 |

### 业余课程
| - 没有 |

### 附属学校
- 幼儿园[8]

### 附属机关
| - 图书馆 |

## 相关链接
- 日本短期大学列表
- 近畿大学
- 近畿大学短期大学部
- 近畿大学九州短期大学
- 近畿大学青踏女子短期大学